# Tom Morello
Thomas Baptist Morello (najpoznatiji kao Tom Morello), (Harlem, 30. svibnja 1964.), američki glazbenik.
Gitarist je glazbenog sastava Audioslave, a prije toga Rage Against The Machine. Priznat je po svojem jedinstvenom stilu sviranja. Časopis "Rolling Stone" ga je proglasio jednim od 100 najvećih gitarista u povijesti rocka. Zapažen je i kao gorljivi politički aktivist.

## Vanjske poveznice
- Časopis "Rolling Stone" - 100 najvećih gitarista  Arhivirana inačica izvorne stranice od 5. svibnja 2008. (Wayback Machine)